# 6月16日 (旧暦)
旧暦6月16日は、旧暦6月の16日目である。六曜は先負である。

## できごと
- 明治元年（グレゴリオ暦1868年8月4日） - 明治政府が、毎月1と6のつく日を休日とする布告を発布[要出典]

## 誕生日
- 天正15年（グレゴリオ暦1587年7月21日） - 酒井忠勝、大老、若狭小浜藩初代藩主（+ 1662年）
- 天保3年（グレゴリオ暦1832年7月13日） - 松本良順、御典医･軍医（+ 1907年）

## 忌日
- （ユリウス暦756年7月17日） - 楊貴妃、唐・玄宗皇帝の愛妾 （* 719年）

## 記念日・年中行事
- 嘉祥